# 蛇蟠乡
蛇蟠乡是中华人民共和国浙江省台州市三门县下辖的一个乡。

## 行政区划
蛇蟠乡下辖以下村级行政区划单位：
邵亭村、中南村、彭坝村、黄泥洞村、山前村和山后村。